# 百田駐在所巡査殉職事件
百田駐在所巡査殉職事件（ひゃくたちゅうざいしょじゅんさじゅんしょくじけん）とは、1947年（昭和22年）3月15日に山梨県中巨摩郡百田村（現：南アルプス市）で発生した殺人事件である。

## 事件の概要
1947年3月25日午後8時、山梨県中巨摩郡百田村の雑貨商宅に「県刑事課の藤森」と名乗る男が来た。「藤森」は雑貨商の預金について聞いたり、辺りを見回すなど不審な行動をとっていたため、雑貨商の妻は「この男は刑事ではない」と直感し、裏からこっそりと雑貨商の兄に連絡した。雑貨商の兄は駐在所に行き、この事件の被害者となる巡査に事情を説明した。
巡査は直ちに雑貨商宅に駆けつけ、「藤森」に警察手帳の提示を求めた。「藤森」は黒い手帳を出したが、警察手帳ではなかった。巡査は「藤森」を追及すると、「藤森」はいきなり拳銃を取り出し、至近距離から巡査に発砲した。弾は巡査の心臓を貫通し、巡査は即死した。雑貨商の妻はこの場面を目撃して逃げようとしたため、「藤森」は雑貨商の妻にも発砲したが不発だったので、雑貨商の妻を殴打し重傷を負わせた。
銃声と悲鳴を聞いた雑貨商と近所の男性が現場に駆けつけ、何とか「藤森」を取り押さえることに成功した。

## 犯人
犯人の自称「藤森」は咸鏡北道出身の在日朝鮮人NことIで、当時上野に住んでいた。Iは戦時中、この近辺の工事現場で働いたことがあり、中巨摩郡の地理に詳しかった。

## その後の顛末
Iは、殺人等の罪名で起訴され、逮捕からわずか17日後の1947年4月11日、一審の甲府地方裁判所で死刑判決が下った。被告人Iは直ちに控訴したが、同年11月12日、二審の東京高等裁判所でも死刑が言い渡された。1948年4月8日、最高裁判所は上告を棄却し死刑が確定した。
同年12月8日に宮城刑務所で死刑が執行された。